# Rémi Lafrenière
 (janvier 2011).
Si vous disposez d'ouvrages ou d'articles de référence ou si vous connaissez des sites web de qualité traitant du thème abordé ici, merci de compléter l'article en donnant les références utiles à sa vérifiabilité et en les liant à la section « Notes et références ».
Pour les articles homonymes, voir Lafrenière.
Rémi Lafrenière est un coureur cycliste, aventurier et conférencier québécois de l'extrême qui a terminé le tour des Amériques à vélo. Parti le 22 mai 2010, il a parcouru 69 312 kilomètres et est revenu le 21 mai 2011 dans sa région de naissance Lanaudière. Il a roulé pour la fondation Autisme Québec. 